# Großbottwar
Großbottwar is een plaats in de Duitse deelstaat Baden-Württemberg, en maakt deel uit van het Landkreis Ludwigsburg.
Großbottwar telt 8.507 inwoners.
Het stadscentrum van Großbottwar is goed bewaard gebleven en bevat een groot aantal vakwerkhuizen uit de 15e tot en met 17e eeuw. Het belangrijkste gebouw is het raadhuis uit 1553-'56. Dit is een vakwerkgebouw van 7 verdiepingen met een stenen onderbouw en een dakruiter. In de voorgevel werd in 1776 een uurwerk aangebracht door Philipp Matthäus Hahn. In het interieur zijn nog delen van de originele beschildering bewaard gebleven. Het gebouw werd in 1984-'86 gerestaureerd.

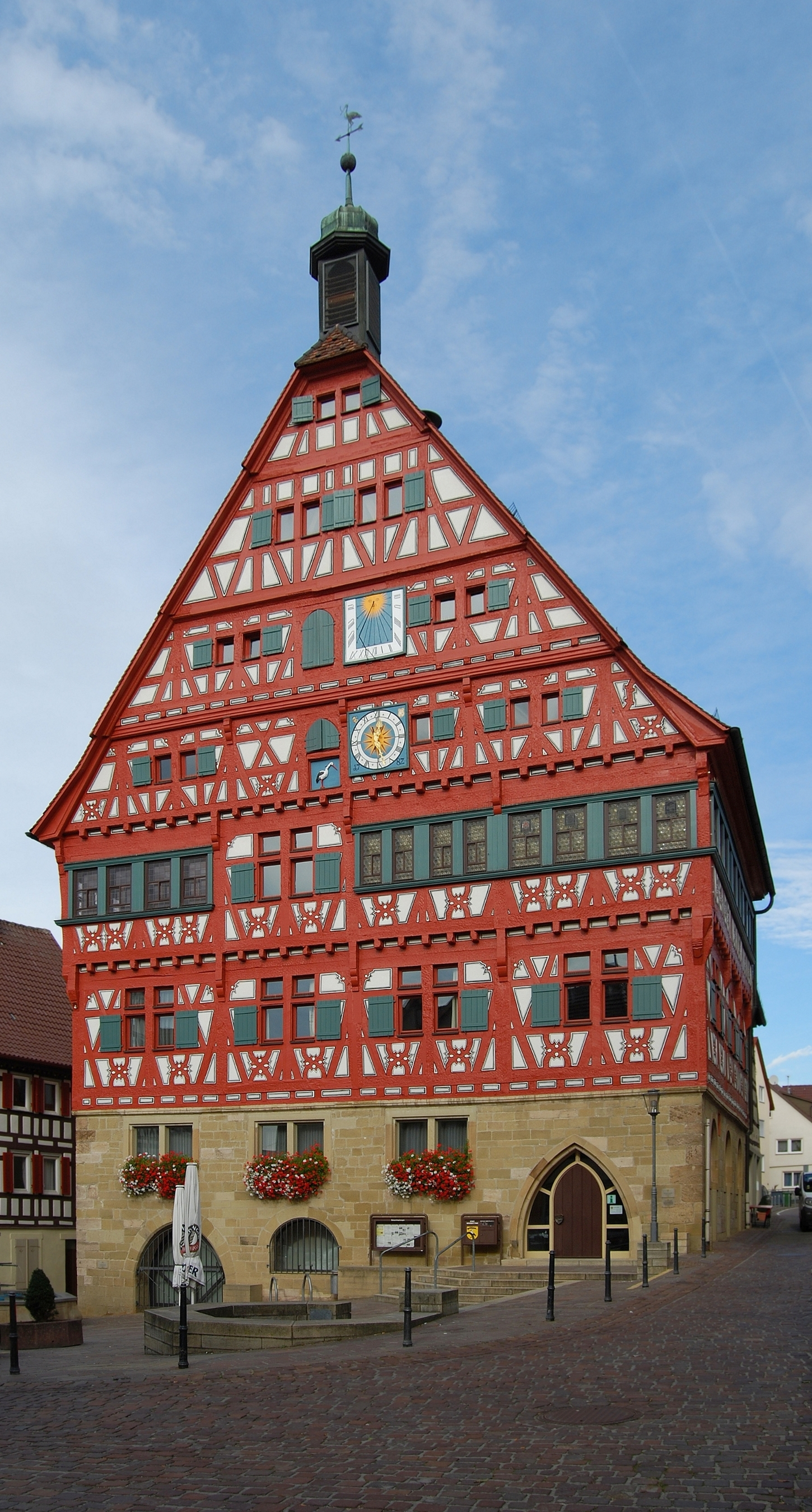
Raadhuis van Großbottwar (1553-'56)

Affalterbach · 
Asperg · 
Benningen am Neckar ·
Besigheim · 
Bietigheim-Bissingen · 
Bönnigheim · 
Ditzingen ·
Eberdingen · 
Erdmannhausen · 
Erligheim · 
Freiberg am Neckar ·
Freudental · 
Gemmrigheim · 
Gerlingen · 
Großbottwar ·
Hemmingen · 
Hessigheim · 
Ingersheim ·
Kirchheim am Neckar · 
Korntal-Münchingen · 
Kornwestheim ·
Löchgau · 
Ludwigsburg ·
Marbach am Neckar · 
Markgröningen · 
Möglingen ·
Mundelsheim · 
Murr · 
Oberriexingen ·
Oberstenfeld · 
Pleidelsheim · 
Remseck am Neckar ·
Sachsenheim · 
Schwieberdingen · 
Sersheim ·
Steinheim an der Murr · 
Tamm · 
Vaihingen an der Enz · 
Walheim